# Perechod
Perechod (Переход) è un film del 1940 diretto da Aleksandr Gavrilovič Ivanov.